# 牧龍駅
牧龍駅（ぼくりゅうえき）は、中華人民共和国江蘇省南京市江寧区江寧街道牧龍社区景明大街と盛安大道交差点の北側にある、南京地下鉄S2号線の駅である。

## 駅名
事業着手当初は南京地下鉄集団は「盛安大道駅」の仮称を用いており、2024年3月7日に「牧龍駅」を駅名として公示され、2024年4月15日に第一次公示のより駅名が「牧龍駅」に決定したことが発表された。

## 歴史
- 2025年12月S2号線の駅として開業する予定。